# HMS Sikh (F82)
El HMS Sikh (número de gallardete F82) fue un destructor de la Royal Navy británica perteneciente a la clase Tribal. Entró en servicio en 1938, y permaneció activo durante la Segunda Guerra Mundial hasta su hundimiento a causa del fuego de las baterías costeras de Tobruk (Libia) el 14 de septiembre de 1942, en el contexto de la Operación Daffodil.

## Construcción
Empezado a construir en los atarazanas de Alexander Stephen and Sons en Glasgow el 24 de septiembre de 1936, el buque fue botado el 17 de diciembre del año 1937 con el nombre Sikh en referencia al grupo étnico-religioso homónimo de la India, y se convirtió en la tercera unidad de la Royal Navy en llevar esa denominación.

## Historial

### Guerra Civil Española
Entró en servicio el 12 de octubre de 1938 (a pesar de que su terminación real se demoró hasta el 2 de noviembre) y fue incorporado a la 1ª Flotilla de Destructores "Tribal" de la Mediterranean Fleet, llegando a la base naval de Malta a día 12 de diciembre. Durante la Guerra Civil Española se le asignaron labores de vigilancia a lo largo de la costa de la península ibérica para neutralizar el contrabando de armas, y el 21 de marzo de 1939 recogió a refugiados en el puerto de Cartagena para ponerlos a salvo en Marsella, después de la caída de la República.

### Segunda Guerra Mundial
Tras el estallido de la Segunda Guerra Mundial en septiembre de 1939, el Sikh fue destinado brevemente al mar Rojo para vigilar la colonia italiana de Somalia, aunque en octubre tuvo que regresar a Alejandría para someterse a unas reparaciones en su aparato motor. El 26 de diciembre, el destructor volvió a su país de origen para ser empleado en el sector del mar del Norte como parte de la 4ª Flotilla de Destructores, realizando tareas de escolta de unidades de la Home Fleet así como patrullas antisubmarinas. En abril de 1940, el barco participó en la campaña de Noruega: actuó como apoyo en el desembarco de Namsos y en la posterior evacuación de las tropas británicas, así como en otras operaciones de menor importancia en las que a menudo sufrió ataques aéreos, pero logró salir indemne. Transferido a la base de Scapa Flow, el destructor siguió efectuando misiones de rutina bajo las órdenes de la Home Fleet en aguas territoriales y operaciones de escolta de convoyes en el Atlántico septentrional. A mediados de octubre de 1940, junto a los destructores HMS Maori y HMS Ashanti, llevó a cabo una incursión contra el tráfico enemigo en la costa noruega, y el 8 de noviembre informó de daños leves debidos a la colisión con un remolcador en Rosyth, Escocia.
El 6 de enero de 1941, la nave sufrió graves daños estructurales como resultado de un choque con su gemela, el HMS Mashona, durante una salida desde el puerto de Scapa Flow, permaneciendo en reparación en los astilleros hasta finales de marzo. El 21 de mayo, el Sikh fue asignado como escolta al convoy WS8B, pero el 26 de mayo se agregó a los barcos que iban a participar en la persecución del acorazado alemán Bismarck en el Atlántico norte: junto a otras unidades de la 4ª Flotilla de Destructores, el Sikh presenció el hundimiento del acorazado al día siguiente. Reanudó su ocupación de acompañar convoyes atlánticos hasta el 19 de julio, cuando fue trasladado a Gibraltar con el objetivo de volver a operar en el sector del mar Mediterráneo como parte de la 14.ª Flotilla de Destructores de la Force H: ejecuta de nuevo labores de escolta, esta vez hacia Malta, antes de retornar a la Gran Bretaña el 18 de agosto para arreglos rutinarios.
De vuelta a Gibraltar el 7 de octubre de 1941, el Sikh prosiguió con las operaciones de custodia a unidades mayores de la Force H. El 13 de diciembre intervino en la batalla del cabo Bon, contribuyendo al hundimiento de los cruceros ligeros italianos Alberto da Giussano y Alberico da Barbiano frente al litoral de Túnez, unido a los destructores británicos HMS Maori y HMS Legion y el neerlandés HNLMS Isaac Sweers. Unos días después, el 17 de diciembre, tomó parte en la primera batalla de Sirte, de la que salió sin daños a pesar de la derrota. En los meses posteriores participó en operaciones de escolta de convoyes en dirección a Malta y patrullas a lo largo y ancho del Mediterráneo: el 14 de febrero de 1942 se escabulló del ataque del submarino italiano Topazio, mientras el 22 de marzo combatió en la segunda batalla de Sirte, informando esta vez de algunos desperfectos leves a causa de impactos cercanos de proyectiles de artillería. Entre el 12 y el 16 de junio, la nave se involucra en la Operación Vigorous, una tentativa de abastecer Malta que acabó dando lugar a la batalla de Mediados de junio, en la que soportó varias acometidas aéreas pero ningún daño de consideración. El 4 de agosto asiste a otras unidades en la persecución que concluye con el naufragio del sumergible alemán U-372 al sudoeste de Haifa, mientras que entre el 11 y el 13 de agosto acudió a una misión de distracción para cubrir una nueva operación de transporte de suministros a Malta, que culminó en la batalla de Mediados de agosto.

### Hundimiento
A principios de septiembre, el Sikh fue seleccionado para intervenir en la Operación Agreement, un ambicioso plan de sabotaje de las bases y depósitos de las potencias del Eje en Libia por parte de las fuerzas especiales británicas: en particular, el barco debía sumarse a la Operación Daffodil, un ataque masivo contra el importante puerto de Tobruk. En la noche entre los días 12 y 13 de septiembre de 1942 tuvo lugar la acción. A las 5:50 del 14 de septiembre, el Sikh se posicionó para permitir que la tropa de Royal Marines que llevaba a bordo desembarcase, pero fue descubierto por un reflector y convertido en blanco de las baterías de costa: la nave fue inmediatamente alcanzada por el obús de un cañón de 8,8 cm FlaK 18/36/37/41, que estalló en la sala de máquinas y averió el motor, mientras un segundo disparo penetraba en un depósito secundario de municiones provocando un incendio que mató o hirió a varios de los infantes de marina presentes en la cubierta principal, dejando atrapados a otros en las cubiertas inferiores. El Sikh empezó a girar en círculos a una velocidad de 10 nudos, a la vez que un tercer impacto artillero destruía el telémetro que controlaba el fuego de respuesta, de modo que el comandante del destructor, el capitán Micklethwait, ordenó detener los motores y pedir al HMS Zulu que le remolcase. Una cuarta descarga detonó en otro depósito de municiones, matando a varios tripulantes y reavivando el fuego a bordo.
Los intentos del Zulu por arrastrar al Sikh y de extender una cortina de humo para protegerlo fracasaron, y ambas embarcaciones fueron golpeadas por la artillería ítalo-germana, que ahora también se beneficiaba de la salida del sol. Con el barco ya perdido, el capitán Micklethwait ordenó al Zulu que desistiera, y activó las cargas explosivas para echar a pique al Sikh antes de dar la orden de abandonarlo. El destructor se hundió lentamente, mientras seguía siendo bombardeado por las baterías en la posición 32°05′ N, 24°00′ E. Todos los supervivientes de la tripulación fueron hechos prisioneros por el Eje nada más alcanzar la orilla.